# Ľubomír Lipták
Ľubomír Lipták (Melcsic, 1930. április 26. – Pozsony, 2003. október 20.) szlovák történész.

## Élete
Prágában a politikai főiskolán tanult, 1952-1969 között a Szlovák Tudományos Akadémia Történeti Intézetében dolgozott. 1970-től tilos volt publikálnia, ezért álnéven írt. A Szlovák Nemzeti Múzeumban dolgozott, majd 1989 után visszatért a Történeti Intézetbe és a Historický časopis főszerkesztője lett. 

## Elismerései
- 1999 Dominik Tatarka-díj

## Művei
- 1960 Ovládnutie slovenského priemyslu nemeckým kapitálom (1939-1945). Bratislava
- 1962 Franz Karmasin opäť na scéne. Bratislava
- 1968/1998 Slovensko v 20. storočí
- 1987 Tradície obchodu na Slovensku. Katalóg expozície Múzea obchodu. Bratislava
- 1992 Die Geschichte der Slowakei und der Slowaken. Bratislava
- 1992 Politické strany na Slovensku 1860-1989
- 1999 Storočie dlhšie ako sto rokov
- 2002 Changes of Changes
- 2008 Nepre(tr)žité dejiny
- 2012 2217 dní
- 2012 Medzi Berlínom a Bagdadom - Vybrané štúdie z hospodárskych dejín